# Nyctennomos ambitsha
Nyctennomos ambitsha là một loài bướm đêm trong họ Noctuidae.